# Diospyros trianthos
Diospyros trianthos är en tvåhjärtbladig växtart som beskrevs av Phengklai. Diospyros trianthos ingår i släktet Diospyros och familjen Ebenaceae. Inga underarter finns listade i Catalogue of Life.